# آلبرت لئو شلاگتر

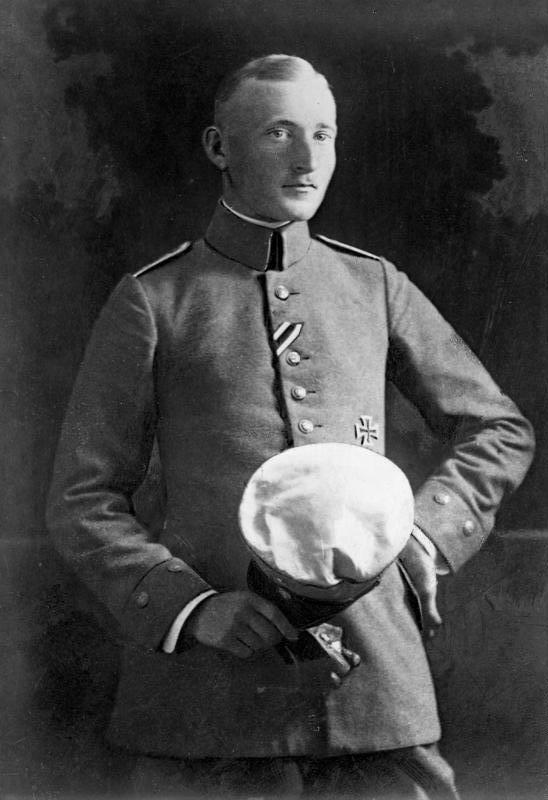
آلبرت لئو شلاگتر با یونیفورم و صلیب آهنین درجه یک و دو (حدود ۱۹۱۸)

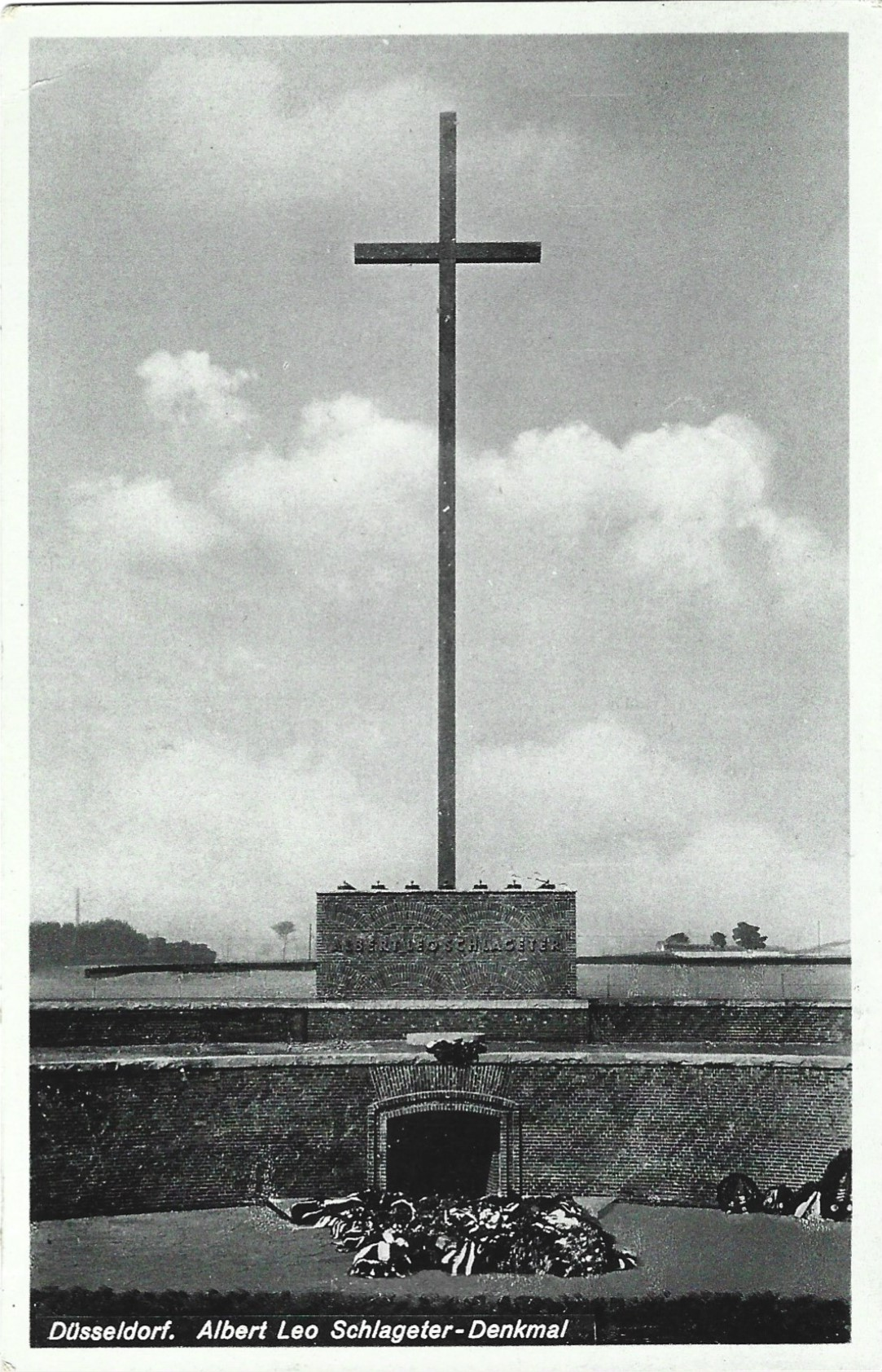
بنای یادبود آلبرت لئو شلاگتر در گولزهایمر هایده، دوسلدورف

آلبرت لئو شلاگِتر (آلمانی: Albert Leo Schlageter) زادهٔ ۱۲ اوت ۱۸۹۴ در شوناو در بادن؛ مرگ: ۲۶ مه ۱۹۲۳ در دوسلدورف) سربازی در جنگ جهانی اول و عضو گروه‌های مختلف فرای‌کورپس بود. او همچنین عضو سازمان پوششی حزب نازی به نام "حزب بزرگ کارگران آلمان" بود. در جریان اشغال منطقه رور توسط فرانسه و بلژیک، شلاگتر به عنوان یک فعال مسلح فعالیت می‌کرد و به دلیل جاسوسی و اجرای چند عملیات انفجاری، توسط دادگاه نظامی فرانسه به مرگ محکوم و اعدام شد.
پس از اعدامش در جمهوری وایمار، شلاگتر نه تنها در میان محافل راست‌گرا به عنوان یک "شهید" شناخته شد، بلکه از "مرزهای حزبی" نیز فراتر رفت و همدردی‌های گسترده‌ای را جلب کرد. تبلیغات نازی‌ها به "فرهنگ شلاگتر" دامن زد و او را به عنوان "نخستین سرباز رایش سوم" معرفی کردند. پس از ۱۹۴۵، بزرگداشت شلاگتر به حاشیه سیاسی راست محدود شد. امروزه، بازتاب او در افکار عمومی بیشتر با "بی‌تفاوتی و بی‌احترامی" همراه است.
1. ↑  Pflanz, Heinrich: Albert Leo Schlageter und der Schlageter-Gedenkstein in Landsberg a.L. / errichtet 1923, Beltheim: Lindenbaum Verlag, 2023. 54 pages: illustrations, 21 cm. ISBN 978-3-949780-10-3.
2. ↑  Zwicker, Stefan: "National Martyrs": Albert Leo Schlageter and Julius Fučík: Hero Cult, Propaganda, and Memory Culture, Paderborn; Munich; Vienna; Zurich: Schöningh, 2006. 369 pages: illustrations, 24 cm. Doctoral thesis: Mainz University, dissertation, 2004. ISBN 978-3-506-72936-1.